# HMS Superb (1798)
Pour les autres navires du même nom, voir HMS Superb.
Le HMS Superb est un vaisseau de 74 canons en service dans la Royal Navy au début du XIXe siècle.

## Construction
Le HMS Superb est lancé le 19 mars 1798 à Northfleet. Il est l'un des deux navires de la classe Pompée.

## Service actif

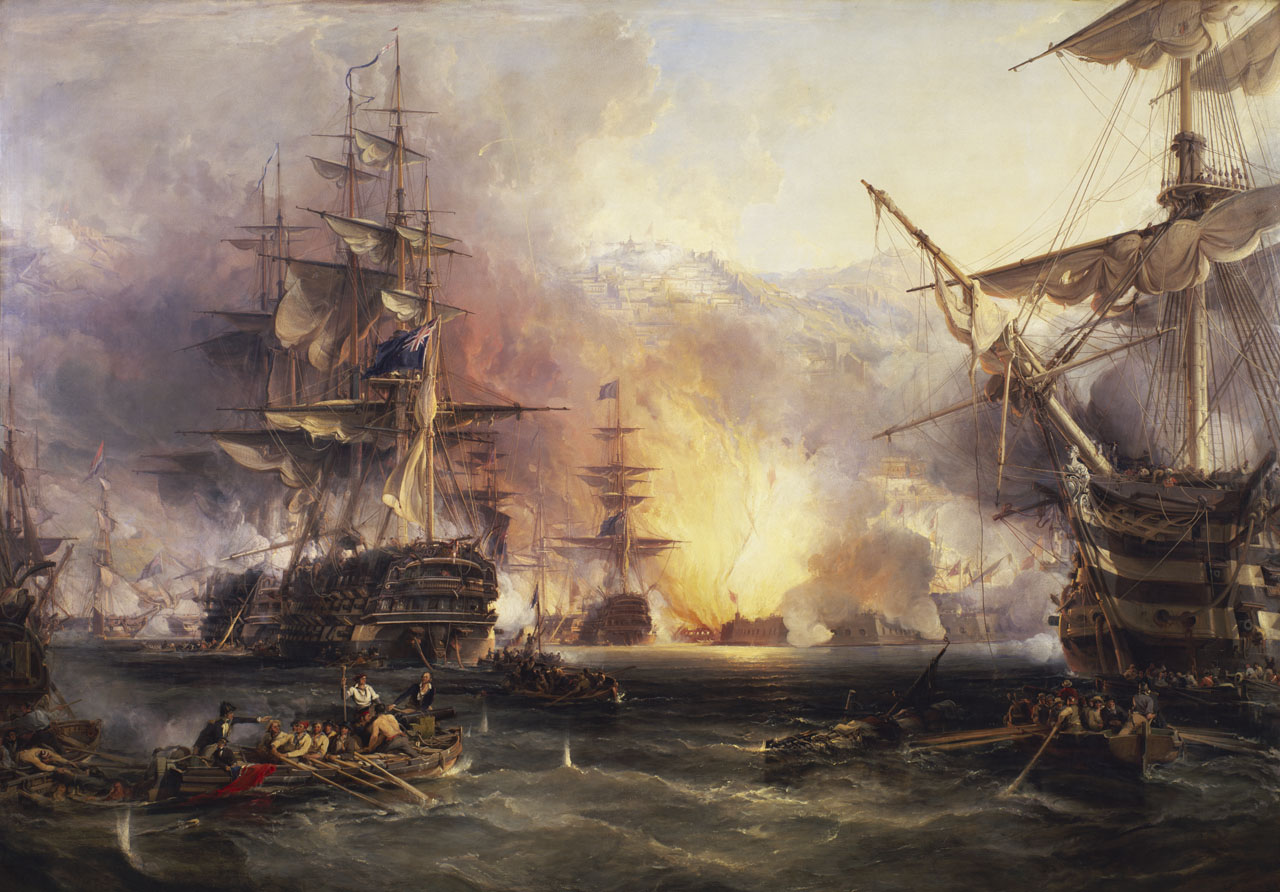
Peinture de George Chambers qui represente le HMS Superb lors du bombardement d'Alger.

### Bataille d'Algésiras
Le HMS Superb participe à la bataille d'Algésiras en 1801, où il pousse deux navires espagnols à se couler l'un et l'autre.

### Blocus de Cadix
Après la bataille de Trafalgar, la Royal Navy effectue le blocus du port de Cadix où les débris de la flotte combinée franco-espagnole se sont réfugiés. Le HMS Superb participe au blocus et porte la marque du vice-amiral Duckworth. Apprenant le départ de Brest de l'escadre du contre-amiral Willaumez, l'amiral anglais lui donne la chasse et la trouve le 25 décembre 1805. Seuls trois navires dont le HMS Superb parviennent à suivre l'allure française et le 26 les Anglais choisissent de renoncer à la poursuite.

### Bataille de Saint-Domingue
Portant toujours la marque du vice-amiral Duckworth, le HMS Superb se rend aux Antilles et combat lors de la bataille de San Domingo où la flotte du contre-amiral Leissègues est écrasée.

### Bombardement d'Alger
Le HMS Superb participe, en 1816, au bombardement d'Alger.

## Dernières années
Le navire est démoli en 1826.